# 돌핀 유니언 해협

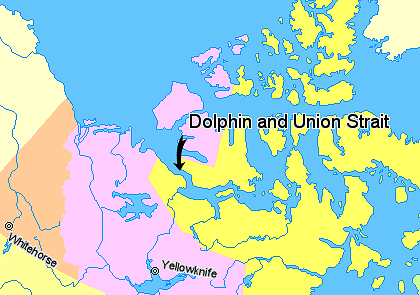
돌핀 유니언 해협의 위치

돌핀 유니언 해협(영어: Dolphin and Union Strait)은 캐나다의 누나부트 준주의 본토 부분과 빅토리아섬 사이의 해협이다. 북서쪽으로는 아문센만이 있고 남동쪽으로는 코로네이션만이 위치한다.
길이는 약 161km이며, 폭은 약 32 ~ 64km이다. 해협이 얼어붙는 시기에 순록이 이동하며, 여름에는 빅토리아섬에서, 겨울은 본토에서 지낸다. 영국의 탐험가 존 리처드슨이 항해에 사용한 두 척의 배의 이름을 따서 붙여졌다.